# Винниченко, Розалия Яковлевна
Розалия Яковлевна Винниче́нко (Ли́вшиц) (укр. Розалія Яківна Винниченко; 1886—1959) — жена 1-го Председателя Директории Украинской Народной Республики Владимира Винниченко.

## Биография
Розалия Винниченко (в девичестве Лифшиц) родилась в 1886 году в Орле, Россия, в богатой еврейской семье.
В 1914 году окончила медицинский факультет Парижского университета.
В 1909 году познакомилась с Владимиром Винниченко, находясь в гостях у сестры Веры и её мужа Бориса Яковенко в Италии. 28 марта 1911 года Розалия и Владимир поженились.
С 1917 по 1919 годы проживала с мужем в Киеве.
В 1919 году Розалия Яковлевна вместе с мужем эмигрировала в Вену (Австрия). Позже они жили в Германии, с 1925 — во Франции, сначала в Париже, а с конца 1934 и до конца жизни — в г. Мужен на юге Франции. Розалия Яковлевна много помогала мужу в работе, перепечатывала его труды, некоторые переводила на русский и французский языки. После смерти мужа передала его архив в Архив Украинской свободной академии наук (США), оставив завещание, что на Украину он должен быть передан тогда, когда она станет независимой.
Похоронена Розалия Яковлевна в Мужене на одном кладбище с мужем.
На черномраморном саркофаге золотом впечатано по-украински и по-французски:

ВОЛОДИМИР ВИННИЧЕНКО, Державний діяч і письменник України, 27.7.1880 — 6.3.1951
РОЗАЛІЯ ВИННИЧЕНКО, 26.7.1886 — 6.2.1959

Последние 20 лет совместной жизни Розалия и Владимир Винниченко были сыроедами и вели натуральное хозяйство на своей вилле в Мужене.
После смерти мужа Розалия Яковлевна пригласила на постоянное жительство в свой дом двоих украинских художников — супругов Иванну Нижник-Винник (Иоанна Нижник-Винникив) и Юрия Кульчицкого. Позже владение было продано одному парижанину. Часть личных вещей Винниченко, которые подарили наследники дома, удалось перевезти в Кировоград (ныне — Кропивницкий).